# Пентланд, Джон
Генри Джон Синклер, лорд Пентланд (1907—1984) — духовный практик, мистик, Президент Гурджиевского Фонда. В период тридцатых-сороковых годов прошлого века в течение долгого времени был учеником П. Д. Успенского и его супруги. В 1949 году, последнем в жизни Гурджиева, лорд Пентланд много общался с ним, а затем вел гурджиевскую работу в США.
Этот период описывается в статье «Передача: интервью с лордом Пентландом», опубликованной в 1983 году:
«Когда я встретился с Гурджиевым, то уже провел немало лет с Успенскими, посещая беседы и лекции, а также жил в доме мадам Успенской, в их домах в Англии в западном Лондоне и в Нью-Джерси. И лишь после смерти Успенского, на обратном пути из путешествия в Индию, мне стало ясно, что за все эти годы с ними я ни к чему не пришел и ничего не достиг. Именно тогда я отправился в Париж и благодаря мадам Успенской смог встретиться с Гурджиевым. Я общался с ним в Париже, а через несколько месяцев после его смерти приехал в Нью-Йорк на недолгий срок, примерно на девять месяцев. Судя по тому, в какой ситуации оставил дела Гурджиев, я осознал явную необходимость взять ответственность на себя, и через это смог легче понять на более глубоком уровне то, что он хотел показать мне».
При поддержке других старших учеников лорд Пентланд стал президентом Гурджиевского Фонда, основанного в 1953 году в Нью-Йорке, и возглавлял его до своей смерти в 1984 году. Именно благодаря ему опубликованы на английском языке книги Гурджиева и Успенского. Лорд Пентланд также участвовал в основании Гурджиевских Обществ в крупных городах по всей Америке и был президентом Гурджиевского Фонда Калифорнии с момента его основания в 1955 году.
В период с 1969 по 1984 год лорд Пентланд как главный редактор издательства «Фар Вест Эдишнз» курировал выход в свет десяти номеров непериодического журнала «Материал для размышлений», в котором печатались статьи, эссе, интервью и стихи, посвящённые «внутреннему поиску своего Я». Лорд Пентланд много раз вносил деньги на его издание, нигде этого не афишируя, помогал многим авторам редакторскими советами и написал предисловия к некоторым книгам, опубликованным «Фар Вест Эдишнз».
Основатель Института Дальнего Запада, лорд Пентланд был главной движущей силой в осуществлении двухгодичных программ с шестью публичными лекциями в Сан-Франциско, проводившихся с 1974 по 1984 год. Во время проведения этих программ множество талантливых участников, относящихся к разным традициям, обсуждали сокровенные вопросы о поиске смысла в трясине современного материализма, и лорд Пентланд часто выступал на таких дискуссиях.